# St. Stephan (Mörlbach)

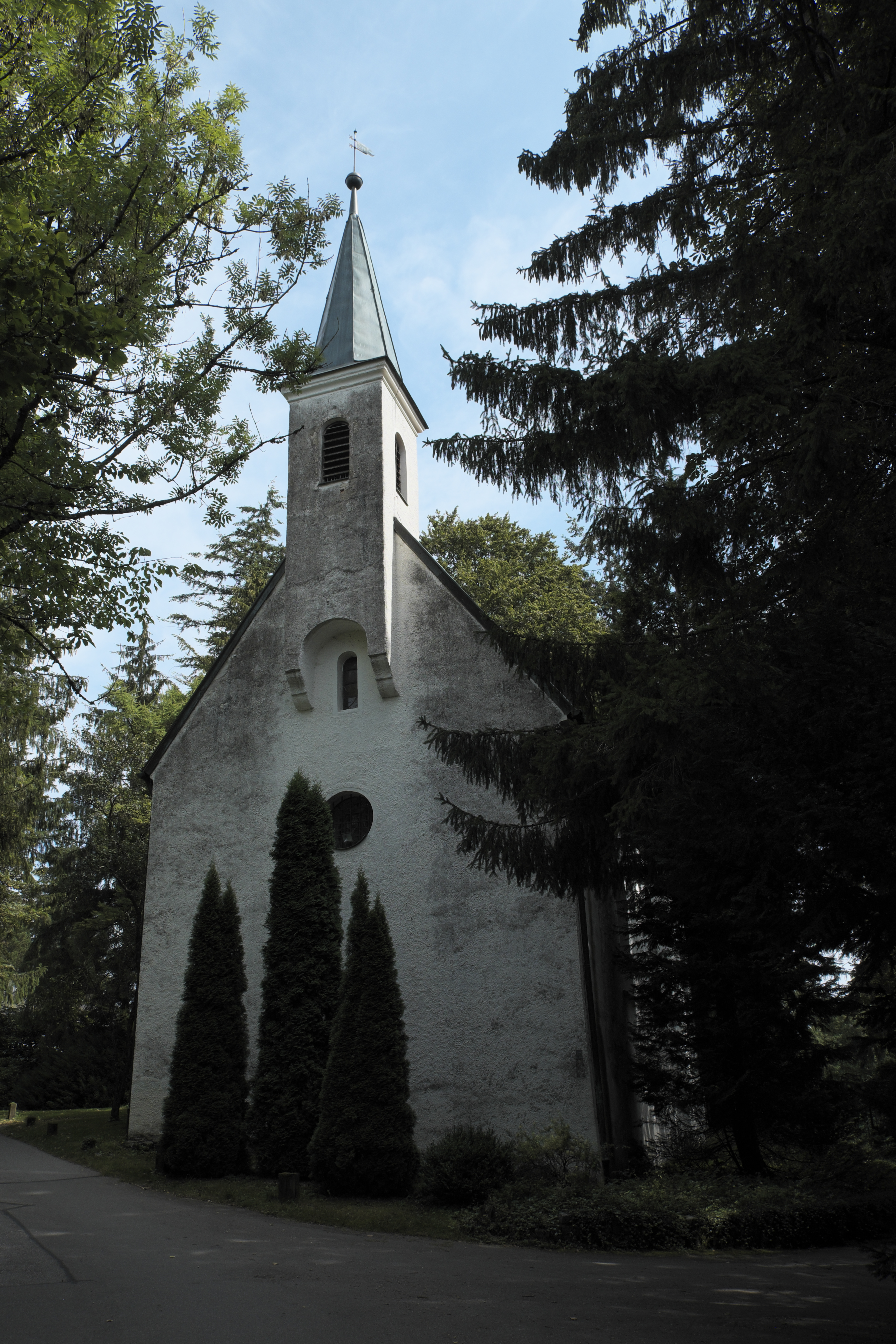
Die Kirche von Westen

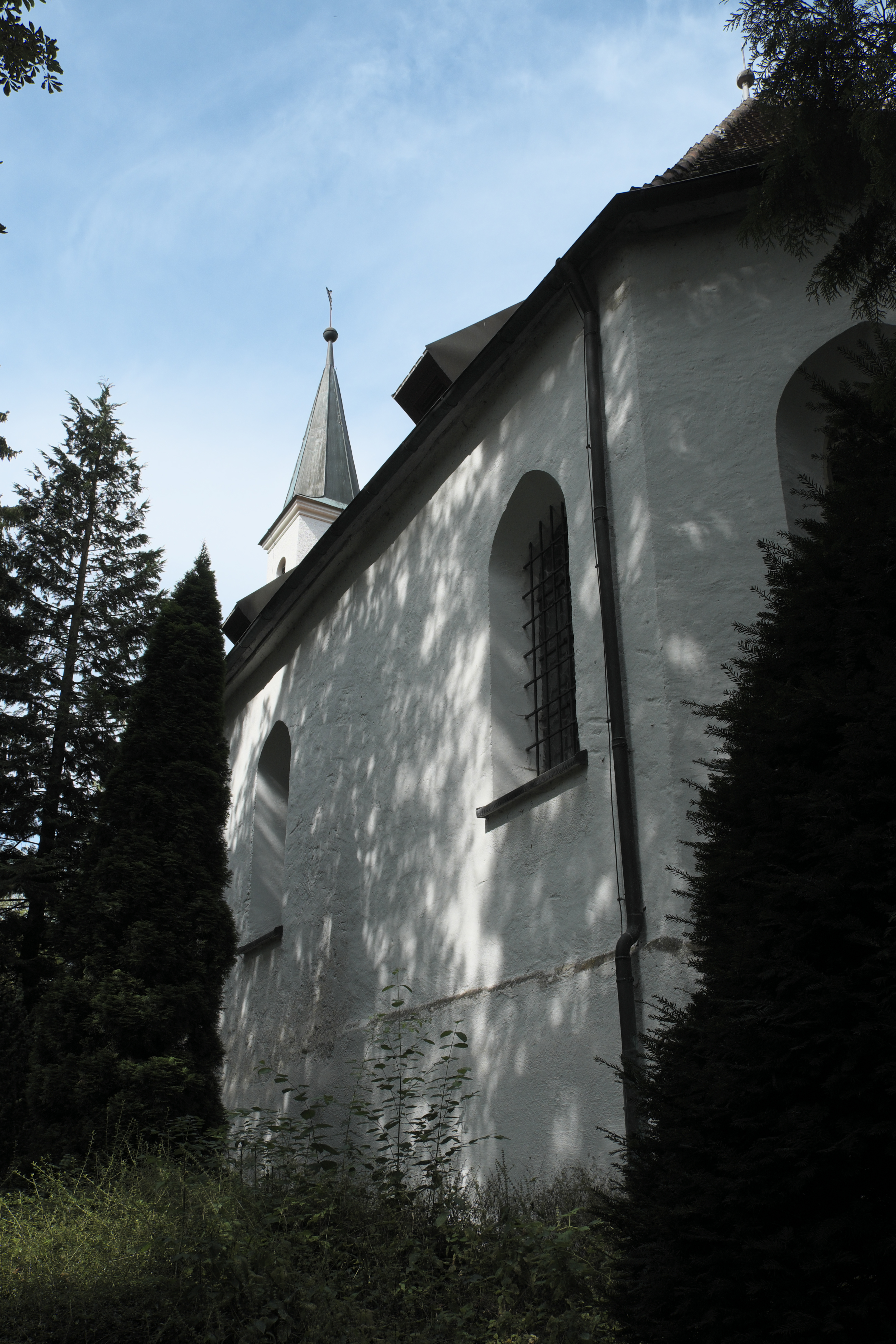
Südseite

St. Stephan ist eine römisch-katholische Filialkirche der Pfarrei Mariä Himmelfahrt in Aufkirchen. Sie befindet sich im Ortsteil Mörlbach der Gemeinde Berg im oberbayerischen Landkreis Starnberg.

## Geschichte
In Mörlbach gab es, wie Grabhügel belegen, schon in vorgeschichtlicher Zeit eine Besiedlung. Der Ort wird 1115 als Ministerialensitz genannt und bildete seit dem Spätmittelalter eine Hofmark. Die Bausubstanz der Kirche geht im Kern auf die Frühgotik zurück, in den Jahren 1978/79 wurde sie renoviert.

## Kirche
Die Kirche besteht aus einem einschiffigen, ursprünglich wahrscheinlich flach gedeckten, aber später mit einer barocken Stichkappentonne und einer Empore im Westen versehenen Langhaus, an das um 1500 der Chor in der Breite des Kirchenschiffs mit einem gotischen Gewölbe ohne Netzrippen (ebenfalls barockisiert) und Maßwerkfenstern angebaut wurde, der einen spitzen Dachreiter aus dem 19. Jahrhundert trägt. Die Sakristei aus der Zeit um 1700 ragt aus dem Baukörper heraus.

## Ausstattung
Die Kirche ist für ihre reiche spätgotische Ausstattung bekannt. Diese wird auf die Familie der Thorer von Eurasburg zurückgeführt, von der sich Wappenscheiben aus dem Jahr 1510 in den Fenstern des Chors finden. Auch Glasmalereien (hl. Stephanus und hl. Andreas, letzterer mit dem Stifter Caspar Thorer) befinden sich im Chor, in dem sich auch Wandgemälde (Martyrium der hl. Stephanus und Sebastian sowie Auferstehung Christi aus dem 16. Jahrhundert) befinden. Die Westempore steht auf einem Ständer. Die Kanzel mit ornamentalen Schnitzereien stammt aus der Zeit um 1600, das Chorgestühl mit Flachschnitzereien aus der Zeit um 1500. Die Kirche besitzt ein Pflaster aus gebrannten Fliesen.
Der wohl erst seit 1607 in Mörlbach aufgestellte, um 1900 neu gefasste Hochaltar (ursprünglich vielleicht aus der Stephanskirche in Landsham) aus der Zeit um 1510 bis 1520 ist ein Flügelaltar. Er wird der Schule des Meisters von Rabenden zugeordnet und besitzt ein feines Gesprenge mit einem Kruzifix. Im Schrein des Altars stehen geschnitzte Figuren der hl. Stephanus, Sebastian und Jakobus. Die Innenseiten der Flügel tragen Flachreliefs der Zwölf Apostel, die Außenseiten gemalte Darstellungen der Passion. Die Darstellungen der Standflügel zeigen die schmerzhafte Mutter Gottes und Johannes den Täufer. Auf der Predella sind die Grablegung Christi, die Beweinung und die Auferstehung dargestellt.

Verkündigungstafel

An der Nordwand des Langhauses befindet sich ein Verkündigungsaltar aus der Zeit um 1490 mit einer qualitätvollen geschnitzten Verkündigung und dem Schweißtuch auf der Predella, möglicherweise eine Arbeit aus Nürnberg oder aus einer Münchener Werkstatt aus der Zeit um 1460. Auf den Flügeln finden sich flämisch beeinflusste, gemalte Darstellungen aus dem Marienleben, die einem mit dem Notnamen Meister von Mörlbach bezeichneten Künstler zugeordnet werden. Aus dieser Zeit stammen auch zwei Tafelbilder: Zurückweisung Joachims und Vermählung Joachims mit Anna.

## Würdigung
„...einem der stimmungsvollsten Räume altbayerischer Spätgotik...“ (Schindler)